# Rebollosa de Jadraque
Rebollosa de Jadraque è un comune spagnolo di 28 abitanti situato nella comunità autonoma di Castiglia-La Mancia.